# Taça de Portugal de Polo Aquático Feminino
A Taça de Portugal é uma competição por eliminatórias, organizada pela Federação Portuguesa de Natação, em que participam os clubes de todas as divisões do Campeonato Nacional de Polo Aquático. A competição iniciou-se na época de 1987/88. 
O Sport Algés e Dafundo  foi o primeiro vencedor e é a equipa com mais títulos 12, seguido do Clube Fluvial Portuense com 9 e o Clube Natação da Amadora com 4, SL Benfica (3) o CDUP (2), Sport Comércio e Salgueiros (1).

## Taça de Portugal de Polo Aquático
| Época   | Data                                    | Local                                     | Vencedor                                 | Resultado                               | Finalista                               |
| 2020-21 | 13/06/2021                              | Piscinas do Clube Fluvial Portuense       | Sport Lisboa e Benfica                   | 21 - 6 (5-0, 8-3, 2-1, 6-2)             | Clube Aquático Pacense                  |
| 2019-20 | Cancelado devido à pandemia de COVID-19 | Cancelado devido à pandemia de COVID-19   | Cancelado devido à pandemia de COVID-19  | Cancelado devido à pandemia de COVID-19 | Cancelado devido à pandemia de COVID-19 |
| 2018-19 | 14/04/2019                              | Piscina Municipal de Guarda               | Sport Lisboa e Benfica                   | 20 - 9 (7-0, 4-4, 4-4, 5-1)             | Clube Aquático Pacense                  |
| 2017-18 | 29/04/2018                              | Piscina Municipal de Braga                | Sport Lisboa e Benfica                   | 8 - 7 (2-2, 2-0, 1-3, 2-2 / 1-0 g.p)    | Clube Fluvial Portuense                 |
| 2016-17 | 01/05/2017                              | Piscina Municipal da Guarda               | Clube Fluvial Portuense                  | 12 - 1 (4-0, 3-1, 1-0, 4-0)             | ADDCE Gondomar                          |
| 2015-16 | 25/04/2016                              | Piscina Municipal da Mealhada             | Clube Fluvial Portuense                  | 15 - 3 (3-0, 5-1, 2-0, 5-2)             | AACL Amarantus                          |
| 2014-15 | 21/06/2015                              | Piscina do Complexo Desportivo da Abóboda | Sport Lisboa e Benfica                   | 9 - 8 (4-1, 1-3, 1-2, 3-2)              | Clube Fluvial Portuense                 |
| 2013-14 | 13/07/2014                              | Coimbra                                   | Clube Fluvial Portuense                  | 10 - 9 (1-0, 0-2, 3-2, 3-3 / 3-2 g.p)   | CEAT                                    |
| 2012-13 | 21/07/2013                              | Piscinas do Clube Fluvial Portuense       | Clube Fluvial Portuense                  | 14 - 10 (0-2, 3-2, 5-3, 6-3)            | Clube Natação da Amadora                |
| 2011-12 | 17/06/2012                              | Piscina Municipal de Évora                | Sport Comércio e Salgueiros              | 13 - 6 (1-2, 5-1, 1-1, 6-2)             | Clube Fluvial Portuense                 |
| 2010-11 | 11/06/2011                              | Vila Franca de Xira                       | Clube Natação da Amadora                 | 14 - 6 (3-1, 5-0, 4-2, 2-3)             | Clube Natação da Amadora                |
| 2009-10 | 13/06/2010                              | Ermesinde                                 | Clube Natação da Amadora                 | 7 - 5 (3-2, 2-0, 2-1, 0-2)              | ADDCE Gondomar                          |
| 2008-09 | 22/06/2009                              | Piscina Vila Meã                          | Clube Fluvial Portuense                  | 7 - 5 (2-1, 1-0, 1-3, 1-1, 2-0 a.p.)    | Sport Comércio e Salgueiros             |
| 2007-08 | 05/07/2008                              | Piscina Municipal de Faro                 | Clube Natação da Amadora                 | 6 - 4 (3-1, 0-0, 2-2, 1-1)              | ADDCE Gondomar                          |
| 2006-07 | 26/05/2007                              |                                           | Clube Fluvial Portuense                  | –                                       | Clube Natação da Amadora                |
| 2005-06 | 25/06/2006                              |                                           | Clube Fluvial Portuense                  | 9 - 2 (1-1, 3-0, 3-0, 2-1)              | Clube Natação da Amadora                |
| 2004-05 |                                         |                                           | Clube Fluvial Portuense                  | –                                       |                                         |
| 2003-04 |                                         |                                           | Clube Fluvial Portuense                  | –                                       |                                         |
| 2002-03 |                                         |                                           | Clube Fluvial Portuense                  | –                                       |                                         |
| 2001-02 |                                         |                                           | Clube Natação da Amadora                 | –                                       |                                         |
| 2000-01 |                                         |                                           | Sport Algés e Dafundo                    | –                                       |                                         |
| 1999-00 |                                         |                                           | Sport Algés e Dafundo                    | –                                       |                                         |
| 1998-99 |                                         |                                           | Sport Algés e Dafundo                    | –                                       |                                         |
| 1997-98 |                                         |                                           | Sport Algés e Dafundo                    | –                                       |                                         |
| 1996-97 |                                         |                                           | Sport Algés e Dafundo                    | –                                       |                                         |
| 1995-96 |                                         |                                           | Sport Algés e Dafundo                    | –                                       |                                         |
| 1994-95 |                                         |                                           | Centro Desportivo Universitário do Porto | –                                       |                                         |
| 1993-94 |                                         |                                           | Sport Algés e Dafundo                    | –                                       |                                         |
| 1992-93 |                                         |                                           | Sport Algés e Dafundo                    | –                                       |                                         |
| 1991-92 |                                         |                                           | Sport Algés e Dafundo                    | –                                       |                                         |
| 1990-91 |                                         |                                           | Sport Algés e Dafundo                    | –                                       |                                         |
| 1989-90 |                                         |                                           | Sport Algés e Dafundo                    | –                                       |                                         |
| 1988-89 |                                         |                                           | Centro Desportivo Universitário do Porto | –                                       |                                         |
| 1987-88 |                                         |                                           | Sport Algés e Dafundo                    | –                                       |                                         |